# بنيامين بنتلي بلاكبيرن
بنيامين بنتلي بلاكبيرن (بالإنجليزية: Benjamin B. Blackburn)‏ هو ضابط ومحامي وسياسي أمريكي، ولد في 14 فبراير 1927 في أتلانتا في الولايات المتحدة. حزبياً، نشط في الحزب الجمهوري. وقد انتخب عضو مجلس النواب الأمريكي.